# Poromecyna foveolata
Poromecyna foveolata är en skalbaggsart som beskrevs av Aurivillius 1911. Poromecyna foveolata ingår i släktet Poromecyna och familjen långhorningar. Inga underarter finns listade i Catalogue of Life.